# Atari Corporation
Die Atari Corporation ist eines von zwei Unternehmen, das 1984 nach dem Video Game Crash aus der Aufspaltung des Computerspielpioniers Atari, Inc. hervorging. Es handelte sich um Ataris Endkundensparte, die für die Produktion von Heimcomputern, Spielkonsolen und dazugehörigen Computerspielen verantwortlich war. Übernommen wurde sie von Jack Tramiel, der Atari als Konkurrent zu seinem ehemaligen Unternehmen Commodore aufbaute. Tramiels Familie lenkte die Unternehmensgeschicke bis 1996, als das Unternehmen dem Konkurrenzdruck in der Spielebranche nichts mehr entgegensetzen konnte und mit dem Festplattenhersteller JT Storage fusionierte. Das Unternehmen wurde noch im selben Jahr abgewickelt und sein Markenportfolio an Hasbro Interactive verkauft.

## Geschichte

### Aufspaltung der Atari, Inc.
Die Vorgängergesellschaft Atari, Inc. zählte zu den prominentesten Opfern des sogenannten Video Game Crashs, als 1983 nahezu der gesamte nordamerikanische Markt für Computerspiele zusammenbrach. Das Unternehmen verursachte in diesem Jahr einen Verlust von 538,6 Millionen US-Dollar, wodurch Ataris Mutterkonzern Warner Communications in ernsthafte finanzielle Schwierigkeiten geriet. Wechselnde Geschäftsführer konnten die Situation nicht in den Griff bekommen, daher verkaufte Warner Communications im Juli 1984 die Konsolen- und Computerabteilung von Atari an Jack Tramiel, während man selbst die Abteilung für Arcade-Spiele beibehielt. Dieser war nur wenig zuvor bei seinem eigenen Unternehmen Commodore aus dem Amt des Geschäftsführers gedrängt worden. Allerdings erwarb Tramiel das Unternehmen einzig in Form von Schuldverschreibungen in Höhe von 240 Millionen US-Dollar.
Tramiels Unternehmensteil wurde als Atari Corporation weitergeführt, während der Vertrag mit Warner vorsah, dass die Arcade-Sparte weiter unter dem Namen Atari Games auftreten, unter diesem Namen jedoch nur Automatenspiele veröffentlichen dürfe. Beide Unternehmen entwickelten sich fortan getrennt, bis 1999 veröffentlichte das zwischenzeitlich von Midway Games übernommene Studio noch Automaten unter diesem Namen, bevor es 2003 aufgelöst und die Markenrechte 2009 schließlich von der Time-Warner-Tochter Warner Bros. Interactive Entertainment aufgekauft wurden. Tramiel, berüchtigt für sein aggressives Geschäftsgebaren, unterzog währenddessen die Atari Corporation einer Rosskur. Alle Mitarbeiter mussten zu Interviews antreten. Tramiel reduzierte die Belegschaft daraufhin drastisch von mehreren tausend auf einige hundert Mitarbeiter. Das gesamte Firmeninventar wurde erfasst, auf den Prüfstand gestellt und ggf. verkauft oder entsorgt, Projekte eingestellt, zahlreiche Büros und Lagerstätten geschlossen. Als die neuen Besitzer erstmals das Gebäude betraten, rief Berichten zufolge ein Mitarbeiter über die Rundrufanlage “Attention, Imperial storm troops have entered the base.” (deutsch: „Achtung, imperiale Sturmtruppen sind in die Basis eingedrungen“), ein Satz aus dem Film Star Wars: Episode V – Das Imperium schlägt zurück.
Im September 1984 gelang es Tramiel bei einem Investorentreffen in San Francisco trotz großer Skepsis seiner Gäste, verschiedene Kapitalgeber von den Erfolgsaussichten seiner Sanierungsbemühungen zu überzeugen. Er versprach, die Verkaufserlöse innerhalb eines Jahres von 500 Millionen US-Dollar auf 1,2 bis 1,5 Milliarden zu steigern. Hierfür wollte er bereits im nächsten Jahr eine neue Baureihe hochqualitativer und zugleich kostengünstiger Heimcomputer auf den Markt bringen.

### Einführung des Atari-ST-Heimcomputers

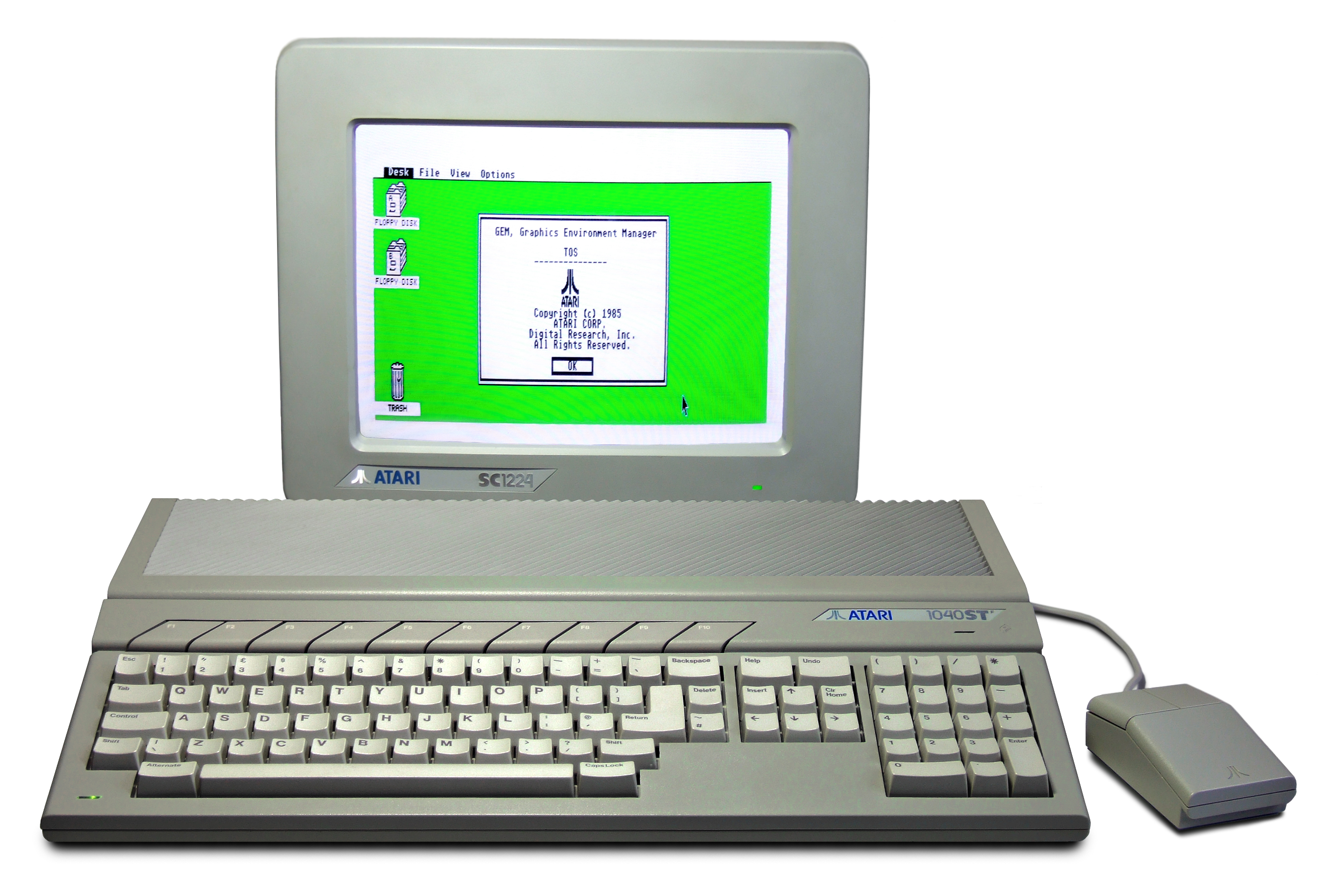
Atari 1040 STF mit Monitor SC1224 und Maus

Unter Jack Tramiels Ägide wurde von Shiraz Shivji, welcher Tramiel von Commodore zu Atari gefolgt war, der Atari ST innerhalb von nur fünf Monaten zur Prototypenreife gebracht und im Januar 1985 auf der Consumer Electronics Show (CES) in Las Vegas als Atari 130ST und 520ST der Öffentlichkeit vorgestellt. Im April erfolgte bereits die Produktion und Auslieferung der ersten 520ST-Computer in größeren Stückzahlen. Der 520ST sollte sich in den nächsten Jahren hauptsächlich aufgrund eines integrierten MIDI-Interfaces insbesondere im Bereich der professionellen Musikproduktion großer Beliebtheit erfreuen. Bis 1993 wurde die Angebotspalette um etliche ST-Modelle und Betriebssystemversionen (TOS) erweitert, um auch weiteren Anforderungen des Heimcomputermarktes, wie etwa der Möglichkeit des Betriebs am heimischen Fernseher, gerecht werden zu können.
Ab den 1990er-Jahren verlor Atari aufgrund mangelnder Verarbeitungsqualität und umstrittener firmenpolitischer Entscheidungen unter Tramiel entscheidende Marktanteile an die Anbieter von Personal Computern. Dies führte beispielsweise nach der CeBIT 1992 in der Niederlassung Atari Deutschland zu einer großen Entlassungswelle und kurz darauf zum Rückzug auch aus anderen europäischen Ländern in die Niederlande, von wo der Vertrieb hauptsächlich nach Osteuropa aufrechterhalten wurde.

### Spielkonsolen und Fusion mit JTS

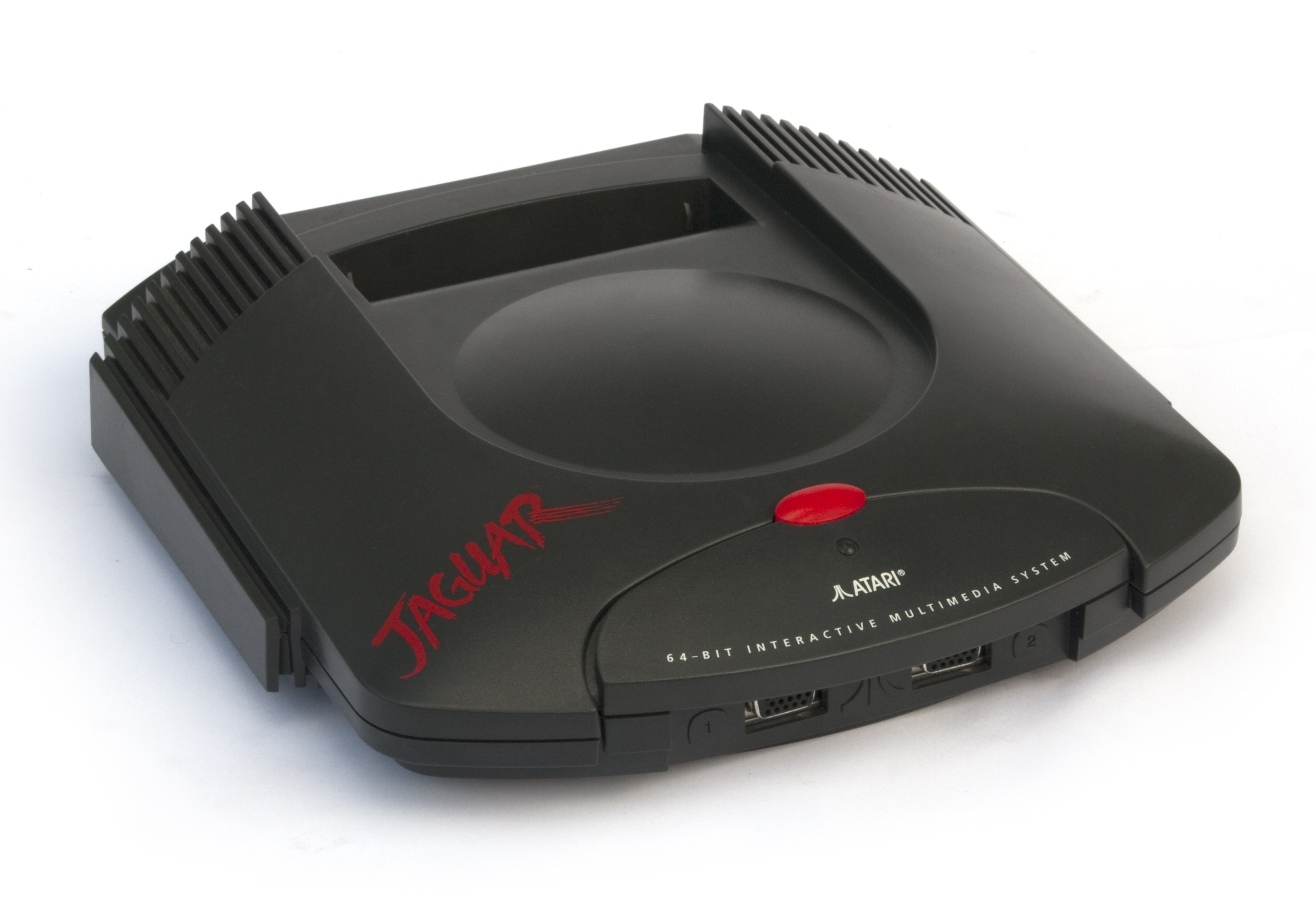
Der Fehlschlag der Spielkonsole Atari Jaguar läutete den Untergang des Unternehmens ein.

Tramiel ließ nach der Übernahme die Produktion des Atari 2600 zurückfahren und gab den erfolglosen Atari 5200 auf. 1986 engagierte Tramiel Michael Katz, zuvor President bei Epyx, als neuen Leiter der Spielesparte. Katz organisierte die Neuveröffentlichung des Atari 7800, der jedoch nicht als unmittelbarer Konkurrent zum dominierenden NES von Nintendo, sondern als günstigeres Einstiegsmodell konzipiert wurde. Laut Katz wollte Tramiel vor allem mit geringem Aufwand Gewinne für die Weiterentwicklung der ST-Computerreihe generieren. Im Vergleich mit der Konkurrenz blieb die Atari-Konsole daher bedeutungslos, bescherte dem Unternehmen aber zusätzliche Einnahmen für das beste Geschäftsjahr seit dem Totalabsturz der Atari, Inc. 1982. 1989 stellte Atari die Handheld-Konsole Lynx vor, die über ein farbiges LCD mit Flüssigkristallanzeige verfügte. Allerdings konnte das Unternehmen wegen Produktionsproblemen nicht genügend Einheiten für das Weihnachtsgeschäft produzieren, weshalb sich der Game Boy von Nintendo trotz Monochromdisplays durchsetzte. Erschwerend hinzu kamen ein hoher Batterieverbrauch und eine schwache Spieleauswahl.
Ende der 1980er-Jahre trat der japanische Konsolenhersteller Sega an Atari heran, um ähnlich wie Nintendo mit dem NES wenige Jahre zuvor eine Partnerschaft über die Einführung des Mega Drive in den USA über Atari auszuhandeln. Die Gespräche waren bereits fortgeschritten, doch letztlich konnten sich Tramiel und Segas Chairman Dave Rosen nicht über die Konditionen einigen und Sega übernahm die Veröffentlichung daher in Eigenregie. Mitte des Jahres 1989 verließ Katz das Unternehmen und erhielt im Oktober die Rolle des Presidents von Sega of America. Als Nachfolger für den Atari 7800 entwickelte Atari in den Jahren darauf den Atari Panther, der jedoch nie zur Marktreife geführt wurde, da zwischenzeitlich die Entwicklung eines anderen Prototypen weiter fortgeschritten war.
Im November 1993, mittlerweile unter Leitung von Tramiels Sohn Sam, startete Atari mit der Videospielkonsole Jaguar eine letzte Produktoffensive im Segment der Spielkonsolen. Als erste 64-Bit-Konsole für gerade einmal 249,95 US-Dollar vermarktet, bot die Konsole jedoch bei Verkaufsstart gerade einmal fünf Spiele, weitere Titel ließen mehrere Monate auf sich warten. Die Qualität war dabei häufig wenig überzeugend oder waren der Versuch, erfolgreiche Titel der Konkurrenz zu kopieren. Als Erfolgstitel erwiesen sich Tempest 2000 und Alien vs. Predator. Bereits 1994 wurde der Jaguar bei den Verkaufszahlen vom 699 Dollar teuren Konkurrenten 3DO überholt. 1995 gab Sam Tramiel gegenüber dem Spielemagazin Next Generation an, dass sich das Gerät noch nicht amortisiert habe und gerade einmal 150.000 Konsolen verkauft worden seien. Der Preis war mittlerweile auf 149 Dollar gesenkt worden, die Veröffentlichung der Konkurrenten Sega Saturn, PlayStation und Nintendo 64 kündigte sich an. Letztlich blieb der Jaguar weit hinter den Erwartungen zurück und die Produktion wurde noch im selben Jahr eingestellt. Die Entwicklungskosten hatten die finanziellen Rücklagen Ataris weitgehend aufgezehrt. Ende des Jahres erlitt Sam zudem einen Herzinfarkt, sodass sein Vater Jack noch einmal die Leitung übernahm. Im Januar 1996 gab Atari noch die Gründung des Tochterunternehmens Atari Interactive bekannt, das für die Entwicklung von Computerspielen für den PC verantwortlich sein sollte. Doch bereits einen Monat später unterzeichnete Atari ein Fusionsabkommen mit dem Festplattenhersteller JTS, Inc. (Jugi Tandon Storage, ein Tochterunternehmen der Tandon Corporation) und läutete damit das Ende des Videospieleherstellers ein. Atari stoppte seine Geschäftsaktivitäten, 80 % der Belegschaft wurden entlassen. Nach Zustimmung der Aktionäre fusionierten die Atari Corp. und JTS, Inc. am 30. Juli 1996 zur JTS Corporation. Das neue Unternehmen wurde von Führungsleuten der JTS, Inc. geleitet und hegte keine Absichten, das Spielegeschäft fortzuführen. Als Hauptgrund für die Fusion wurde angenommen, dass JTS auf diesem Weg an die Geldreserven Ataris zu gelangen versuchte.

### Fortbestand der Marke Atari
Nachdem unter JTS sämtliche Entwicklungsabteilungen der Atari Corp. geschlossen worden waren, wurden sukzessive das Atari-Produktportfolio und die Markenrechte veräußert. Für fünf Millionen US-Dollar gingen am 23. Februar 1998 die verbliebenen Rechte an Ataris Software, Hardware und der Marke Atari selbst von der finanziell schwer angeschlagenen JTS Corp. an die HIAC XI Corp. über, eine 100%ige Tochter des Spielesoftwareherstellers Hasbro Interactive, der wiederum zum Spielekonzern Hasbro gehörte. JTS beantragte am 4. Dezember 1998 Insolvenz nach Chapter 11 des US-amerikanischen Insolvenzrechts; am 29. Januar 1999 wurde per Gerichtsbeschluss die Liquidation des Unternehmens nach Chapter 7 angeordnet. Hasbro Interactive veröffentlichte nach der Rechteübernahme unter dem Namen Atari Interactive ehemalige Atari-Spiele wie Pong oder Centipede für Windows-PCs und PlayStation.
Im Januar 2001 übernahm der französische Computerspielehersteller Infogrames für 100 Millionen US-Dollar Hasbros gesamte Computerspiel-Sparte, einschließlich Hasbro Interactive, MicroProse und Atari Interactive, die weiterhin die Markenrechte an Atari hielt. Ab November 2001 nutzte schließlich Infogrames den Markennamen seines neuen Tochterunternehmens zunehmend für die eigenen Firmenaktivitäten, u. a. durch Umbenennung seiner Tochter GT Interactive in Atari, Inc. im Jahr 2003 und schließlich mit der Umfirmierung der Holding in Atari SA im Jahre 2009.

## Heimcomputer

### Mit MOS-6502-CPU (8-Bit-Systeme)
- Atari 400, Atari 800, Atari 600XL, Atari 800XL (Atari Inc.)
- Atari 65XE, Atari 800XE und Atari 130XE (Atari Corp.)

### Mit Motorola-680X0-CPU (32-Bit-Systeme)

#### 68000-Prozessor
- Atari 260 ST, STD, STFM (Juni 1985)
- Atari 520 ST, ST+, STM, STF, STFM (1985/1986)
- Atari 1040 STF, STFM (1986)
- Atari Mega ST 1, 2 und 4 (1987)
- Atari 1040 STE, 520 STE, 4160 STE (1989)
- Atari Stacy (1989, portables Gerät)
- Atari MegaSTE (1991)
- Atari ST Book (1992, portables Gerät, in geringen Stückzahlen verkauft – ca. 1000 Einheiten)

#### Andere Prozessoren
- ATW 800 (1988, Atari Transputer Workstation)
- Atari TT (1990)
- Atari Falcon 030 (1992)

## PC/IBM-kompatible Geräte
Von 1987 bis 1991 produzierte Atari ebenfalls IBM-kompatible PCs.
- PC1, PC2, PC3, PC4, PC5
- ABC 286/30, ABC 386SX II, ABC 386DX II, ABC N386SX
- Atari Portfolio (1989, portables Gerät)